# ミシェル・イェ
ミシェル・イェ(中国名:葉璇、1980年2月14日- )は、香港の女優である。中国浙江省杭州出身。

## プロフィール
10歳でアメリカへ渡る。1999年にミス・チャイニーズ・インターナショナルで優勝。その後、テレビドラマ出演等を経て、2005年に「情義我心知」で映画デビュー。
2010年に「アクシデント」で香港電影金像奨助演女優賞を受賞。

## 出演作品

### 主な出演ドラマ
- 廟街・媽・兄弟(2000)（無綫電視）
- 恋するパイロット 衝上雲霄 (2003)（無綫電視）

### 主な出演映画
- 情義我心知 Moonlight in Tokyo (2005)
- Simply Actors 戲王之王 Simply Actor (2007) ※2009年第1回沖縄国際映画祭で上映）
- 大搜查の女 大捜査之女 Lady Cop & Papa Crook (2009)
- スナイパー: 神鎗手 The Sniper (2009) - モン（范慧青）
- 冷たい雨に撃て、約束の銃弾を 復仇 Vengeance (2009) - ビッグママ（多仔婆）
- アクシデント 意外 Accident (2009) - 女（女人）
- 殺人犯 殺人犯 Murderer (2009) - チャイチャイの母（仔仔母）
- ドリーム・ホーム 維多利亞壹號 Dream Home (2010) - 妊婦（懷孕女戶主）
- ジ・エレクション 仁義なき黒社会 飛砂風中轉 Once a Gangster (2010) - ナンシー（蘭芝）
- コンシェンス/裏切りの炎 火龍 Fire of Conscience (2010)
- 李小龍 マイブラザー 李小龍 Bruce Lee, My Brother (2010) - 李合銀
- 赤い星の生まれ 建党偉業 (2011) - 李励庄（陈公博之妻）
- 盗聴犯〜狙われたブローカー〜 竊聴風雲2 Overheard 2 (2011) - 何婉清
- モーターウェイ 車手 Motorway (2012)
- ドラッグ・ウォー 毒戦 毒戰 Drug War (2013)　※第8回大阪アジアン映画祭で上映
- インターセプション -盗聴戦- 竊聴風雲3 (2011) -

## 主な受賞
- 2006年 第25回香港電影金像奨 最優秀新人賞 ノミネート（情義我心知）
- 2010年 第29回香港電影金像奨 最優秀助演女優賞 受賞（アクシデント）

## 参考
- zh:葉璇
- 「ドリームホーム」劇場パンフレット